# 紀元前228年
紀元前228年（きげんぜん228ねん）は、ローマ暦の年である。
当時は、「スプリウス・カルウィリウス・マクシムスとクィントゥス・ファビウス・マクシムスが共和政ローマ執政官に就任した年」として知られていた（もしくは、それほど使われてはいないが、ローマ建国紀元526年）。紀年法として西暦（キリスト紀元）がヨーロッパで広く普及した中世時代初期以降、この年は紀元前228年と表記されるのが一般的となった。

## 他の紀年法
- 干支 : 癸酉
- 日本
  - 皇紀433年
  - 孝霊天皇63年
- 中国
  - 秦 - 始皇19年
  - 楚 - 幽王10年
  - 斉 - 斉王建37年
  - 燕 - 燕王喜27年
  - 趙 - 幽繆王8年
  - 魏 - 景湣王15年
- 朝鮮 :
- ベトナム :
- 仏滅紀元 : 319年
- ユダヤ暦 :

## できごと

### カルタゴ
- カルタゴの将軍ハミルカル・バルカは、イベリア半島を征服する長期間の遠征の末に行われたヒスパニアでの戦いで戦死した。8年間で軍事や外交的手段によって、彼はイベリア半島の広大な領域を救ったが、戦死によってイベリア半島の軍勢は娘婿のハスドルバルに引き継がれた。
- ハスドルバルはすぐに方針を変更し、ヒスパニアの領土を広げ、またローマに対抗するのに軍事的な手段よりも外交的な手段を重視するようになった。また首都として 「新しいカルタゴ」という意味のカルタゴ・ノヴァ（現在のカルタヘナ）という街を建設した。

### 小アジア
- アッタロス朝の王アッタロス1世は、セレウコス朝の王セレウコス2世の弟であるアンティオコス・ヒエラクスを3度の戦争の末に破り、南東部のキリキアを除くアナトリアの支配権を確立した。

### ギリシア
- イリュリアの女王テウタの知事デメトリウスは、圧倒的なローマの軍勢の前に降伏した。その見返りとして、また勢力の均衡を図るため、ローマは彼にテウタの財産のかなりの部分を与えた。その一方で、ローマ軍はアポロニアからさらに北方に進軍した。ローマ軍は次々に街を征服しながら北進し、ついにイリュリアの首都シュコドラを包囲した。
- 殺害されたスパルタ王アギス4世の弟アルキダモス5世はクレオメネス3世によってスパルタに呼び戻された。しかしアルキダモス5世は、スパルタに戻った後すぐに暗殺された。

### 中国
- 秦は趙の国都邯鄲を陥落させ、趙の幽繆王を捕らえた。その地に邯鄲郡が置かれた。
- 秦の王翦が燕を攻撃するために中山に駐屯した。
- 秦王政が邯鄲に入り、趙での人質時代に恨みのあった人々をみな穴埋めにした。
- 趙の公子嘉が代に逃れて代王を称した。
- 楚の幽王が死去し、楚の人々は弟の哀王を擁立した。庶兄の負芻がこれを殺して、自ら即位した。
- 魏の景湣王が死去し、子の魏王假が即位した。

## 誕生
- プルシアス1世 - ビテュニア王（紀元前182年没）
- ティトゥス・クィンクティウス・フラミニヌス - 、共和政ローマの軍人、政治家（紀元前174年没）

## 死去
- ハミルカル・バルカ - カルタゴの将軍（紀元前270年生）
- アルキダモス5世 - スパルタ王
- 趙姫 - 秦荘襄王の王妃、始皇帝の生母
- 幽王　- 楚の王
- 景湣王 - 魏の王